# Willy Bretscher
Willy Bretscher (* 26. Oktober 1897 in Winterthur; † 12. Januar 1992 in Zürich) war ein Schweizer Journalist und Politiker (FDP). Bretscher wurde vor allem bekannt als langjähriger Chefredaktor der Neuen Zürcher Zeitung.

## Leben und Wirken
Bretscher wurde 1897 als Sohn einer alteingesessenen Bauernfamilie des Zürcher Weinlandes geboren. Nach dem Schulbesuch in Olten und dem Besuch der Handelsschule des Kaufmännischen Vereins in Winterthur, die er mit dem Diplom abschloss, studierte Bretscher an der Universität Zürich Staats- und Völkerrecht. Von 1914 bis 1916 absolvierte er ein Volontariat am Neuen Winterthurer Tagblatt. 1917 trat er als Mitglied der Inlandredaktion dem Mitarbeiterstab der Neuen Zürcher Zeitung bei.
Von 1925 bis 1929 berichtete er als Korrespondent der Neuen Zürcher Zeitung aus Berlin, wo er die Verständigungspolitik Gustav Stresemanns unterstützte. 1933 wurde er Chefredaktor der NZZ und Mitglied der Leitung der Freisinnig-Demokratischen Partei (FDP) des Kantons Zürich. Es gelang Bretscher, den Rang der NZZ durch die Krisen der 1930er Jahre, den Zweiten Weltkrieg und die Nachkriegszeit hindurch aufrechtzuerhalten und die Stellung der Zeitung als eines der führenden europäischen Presseorgane zu behaupten. 1967 trat er von der Leitung der NZZ zurück. Neuer Chefredaktor wurde Fred Luchsinger.
Als Politiker betätigte er sich in der Freisinnig-Demokratischen Partei der Schweiz, in der er zeitweise Präsident des parteiinternen Aussenpolitischen Ausschusses war. Von 1947 bis 1955 fungierte er als Mitglied des Erziehungsrates des Kantons Zürich, von 1951 bis 1967 gehörte er ausserdem dem schweizerischen Nationalrat an, in dem er sich besonders mit aussenpolitischen Fragen beschäftigte. Im Weiteren war er von 1963 bis 1968 einer der elf ersten Vertreter der Schweiz in der Beratende Versammlung des Europarates.
Von 1945 bis 1971 war er Mitglied des Verwaltungsrates der Schweizerischen Depeschenagentur.
Auf internationaler Ebene trat Bretscher als Vizepräsident der Liberalen Weltunion und Mitbegründer des Atlantischen Instituts hervor. 1967 übernahm er zudem den Vorsitz der Schweizerischen Winston-Churchill-Stiftung.
In seinem Privatleben betätigte sich Bretscher, der mit Hedwig Wohlwend verheiratet war, als Angler und Skatspieler.
Nach seinem Tode wurde aus seinem Nachlass und demjenigen seiner zweiten Ehefrau Katharina Bretscher-Spindler der Willy-Bretscher-Fonds gebildet. Dieser unterstützt finanziell Publikationen zur Sozial- und Geistesgeschichte des 20. Jahrhunderts. Verwaltet wird er von der Zentralbibliothek Zürich.

## Ehrungen und Auszeichnungen
Anlässlich seines 60. Geburtstags wurde Bretscher mit der Festschrift Verantwortung geehrt. Zu seinem 70. Geburtstag widmeten ihm seine Redaktionskollegen die Festschrift Unsere Zeitung.

## Schriften
- Siebzig Leitartikel.
- Schweizerische Außenpolitik in der Nachkriegszeit.
- The Defence of the West.
- Der Kampf um Berlin.
- Sowjetrußland nach Stalins Tod und Verdammung.